# Мейсон, Сара Йейзер
Са́ра Йе́йзер Ме́йсон (англ. Sarah Yeiser Mason; 31 марта 1896, Пима, Аризона, США — 28 ноября 1980, Лос-Анджелес, Калифорния, США) — американская сценаристка.

## Биография и карьера
Сара Йейзер Мейсон родилась в Пиме, штат Аризона. Она и её муж, Виктор Херман, получили премию «Оскар» за «Лучший адаптированный сценарий» к фильму «Маленькие женщины» 1933 года, основанного на романе Луизы Мэй Олкотт. Мейсон была одним из первых людей в Голливуде, специализирующихся на надзоре за сценариями и непрерывности фильма, когда индустрия переключилась с немого кино на говорящее.
Она и Херман поженились в 20 апреля 1921 года. Она умерла в Лос-Анджелесе и была кремирована. У Виктора и Сары было двое детей: дочь Кэтрин Анлисс Хирман (05.02.1922—04.04.2007), художница и преподаватель искусства в Южной Калифорнии, которая ранее была замужем за музыкальным продюсером Лестером Кёнигом, и сын Виктор Хирман-младший (1924/5—02.07.2014), успешный заводчик скаковых лошадей. «Оскар» за Маленьких женщин» остаётся с её семьёй.

## Избранная фильмография
- 1929 — «Бродвейская мелодия» / The Broadway Melody
- 1933 — «Маленькие женщины» / Little Women
- 1934 — «Имитация жизни» / Imitation of Life
- 1937 — «Стелла Даллас» / Stella Dallas
- 1940 — «Гордость и предубеждение» / Pride and Prejudice
- 1944 — «Встреть меня в Сент-Луисе» / Meet Me in St. Louis